# Stradlice (gromada)
Stradlice – dawna gromada, czyli najmniejsza jednostka podziału terytorialnego Polskiej Rzeczypospolitej Ludowej w latach 1954–1972.
Gromady, z gromadzkimi radami narodowymi (GRN) jako organami władzy najniższego stopnia na wsi, funkcjonowały od reformy reorganizującej administrację wiejską przeprowadzonej jesienią 1954 do momentu ich zniesienia z dniem 1 stycznia 1973, tym samym wypierając organizację gminną w latach 1954–1972.
Gromadę Stradlice z siedzibą GRN w Stradlicach utworzono – jako jedną z 8759 gromad na obszarze Polski – w powiecie pińczowskim w woj. kieleckim, na mocy uchwały nr 13h/54 WRN w Kielcach z dnia 29 września 1954. W skład jednostki weszły obszary dotychczasowych gromad Cło-Wymysłów, Kazimierza Mała i Wojciechów ze zniesionej gminy Kazimierza Wielka oraz Podolany i Stradlice ze zniesionej gminy Dobiesławice w tymże powiecie. Dla gromady ustalono 19 członków gromadzkiej rady narodowej.
1 stycznia 1956 gromada weszła w skład nowo utworzonego powiatu kazimierskiego w tymże województwie.
1 stycznia 1966 z gromady Stradlice wyłączono wieś Łyczaków włączając ją do gromady Donatkowice.
Gromadę zniesiono 1 stycznia 1969, a jej obszar włączono do nowo utworzonej gromady Kazimierza Wielka.
Od końca dziewiętnastego wieku na styku m. Stradlice i Cło funkcjonował młyn wodny, wyposażony w turbinę wodną Francisa zasilaną spiętrzoną wodą z rzeki Nidzicy (lewobrzeżny dopływ Wisły).